# Vùng thủ đô Đan Mạch
Vùng thủ đô của Đan Mạch (tiếng Đan Mạch: Region Hovedstaden) là một khu vực hành chính của Đan Mạch thành lập vào ngày 1 Tháng 1 năm 2007 như là một phần của cải cách các khu tự quản Đan Mạch năm 2007, thay thế các hạt truyền thống ("amter") với năm khu vực lớn hơn. Đồng thời, các thành phố nhỏ hơn đã được sáp nhập vào đơn vị lớn hơn, cắt giảm số lượng của khu tự quản từ 271 xuống còn 98 đơn vị. Cải cách được thực hiện ở Đan Mạch vào ngày 01 tháng 1 năm 2007.
Vùng thủ đô của Đan Mạch bao gồm các thành phố Copenhagen, Frederiksberg, các quận cũ của Copenhagen và Frederiksborg, và thành phố khu vực của Bornholm.
Nếu không có chính quyền đảo Bornholm xa xôi, nằm 140 km (87 dặm) phía đông nam của Copenhagen, dân số của vùng là 1.603.008 người trên diện tích 1.973 km ² với một mật độ 812,47 người trên km².
Trước năm 2007, một khu vực Thủ đô Đan Mạch, (tiếng Đan Mạch: Hovedstadsregionen) đã tồn tại, nhưng nó đã không bao gồm chính xác cùng một khu vực và không có chức năng pháp lý như nhau.
Cục Quản lý Nhà nước về Greater Copenhagen (tiếng Đan Mạch: Statsforvaltningen Hovedstaden) đại diện cho Chính phủ trung ương trong khu vực thủ đô của Đan Mạch và giám sát khu vực và thành phố. Nó là một phần của Bộ Phúc lợi xã hội.
Chức năng chính của khu vực Thủ đô của Đan Mạch, như với tất cả các vùng của Đan Mạch, là để quản lý các bệnh viện của khu vực, 15 trong tất cả.
Ngược lại với các ví dụ như ở Hoa Kỳ và Úc, nơi mà các khu vực vốn là một quận liên bang đặc biệt bên ngoài các bang bình thường, khu vực thủ đô của Đan Mạch chỉ là một tên của một khu vực bình thường ở Đan Mạch.